# Kokohadoko
『kokohadoko』（ココハドコ）は、釘宮理恵のデビューミニアルバム。2012年6月20日にGloryHeavenから発売された。

## 概要
豪華盤と通常盤の2種類リリースで、前者には「ハネ･ウタ･アイ･ヒト」のPV及びメイキング映像を収めたDVDが同梱されている。 自身初となる個人名義CDで、コンセプトは「ナチュラルな自分を生かす」という想いが込められており、制作には2年以上要した。
アニメの打ち上げでランティスのスタッフから音楽が好きかどうか聞かれたのが個人名義CDリリースの発端。制作に際し、釘宮自身が音楽の知識が無いため、スタッフが彼女の好きなものをノートに箇条書きさせ、それをコピーしたものを作詞家や作曲家に配布し、候補の曲を選んだ。タイトルの「kokohadoko」は、釘宮自身の戸惑いから付けられた。
PV用の衣装の着替えは全てロケバスで行われ、3曲とも1日がかりで行われた。

## 収録曲
CD
1. How I Feel [4:36]
作詞・作曲：shilo、編曲：Ne VeSSa
2. ハネ・ウタ・アイ・ヒト [3:52]
作詞：畑亜貴、作曲・編曲：福富雅之
3. forêt noire [4:12]
作詞：riya、作曲・編曲：菊地創
釘宮曰く「森の中で迷っている女の子」をイメージした楽曲で、PVもイギリスの森で撮影された。
4. 夢の中 [4:35]
作詞：小西裕子、作曲・編曲：福富雅之
5. wonder [4:56]
作詞：riya、作曲・編曲：菊地創
6. オレンジ [4:45]
作詞：MINE、作曲・編曲：中土智博

DVD（初回限定盤のみ）
1. ハネ・ウタ・アイ・ヒト（music clip）
2. forêt noire（music clip）
3. オレンジ（music clip）
4. 撮影風景映像（Bonus track）